# Église de Vehmersalmi
L’église de Vehmersalmi est une église en briques  dont la construction s'est terminée en 1920. L'église de style Art nouveau a été conçue par Josef Stenbäck.

## Description
Le retable peint par August Ripatti représente Jésus au Mot des oliviers.
L'église offre 650 places assises. 
L'orgue à 15 jeux a été réalisé en 1935 par la Fabrique d'orgues de Kangasala.
L'église de style Art nouveau, sa symétrie évoque le style du nationalisme romantique et les décorations en briques l'historicisme.